# Starovasnik
Starovasnik je priimek več znanih Slovencev:
- Erna Starovasnik (1919—1977), pisateljica